# 프로토에노르
프로토에노르는 그리스 신화에서 트로이아 전쟁을 이끈 그리스의 장수(將帥)이다. 보이오티아 현의 테스피아이 출신이다. 트로이의 장수 폴리다마스에게 죽임을 당했다.